# 季節の中で
「季節の中で」（きせつのなかで）は、松山千春が1978年8月21日にリリースした5枚目のシングルである。

## 解説
山口百恵・三浦友和共演のグリコアーモンドチョコレート・CMソングに起用。また1979年春開催の『第51回選抜高等学校野球大会』の入場行進曲としても使用される。さらに松山は、同年3月27日の選抜高校野球・開会式に特別ゲストで生出演し、高校球児達の入場行進を阪神甲子園球場のネット裏から見守り続けていた。
B面の「青春II」は、前シングル「青春」の続編として製作された。

## 楽曲制作逸話
この楽曲は曲先行で作られた。その後、松山が音楽を担当していた倉本聰脚本のテレビドラマ『一年』のワンシーンを見ていたところ、歌詞がひらめいたという。

## チャート成績
松山にとって初となるオリコンのシングルチャートで1位獲得となった。累計売上はミリオンセラーを達成。
松山のオリコン売上では「長い夜」に次ぐセールスを記録した。

## テレビ出演
当時、松山は音楽番組への出演を拒否していたが、多くのファンの出演要望に応える形で、「1度限り」という条件でTBS系『ザ・ベストテン』にコンサート会場（旭川市民文化会館）からの中継で初の生出演、「季節の中で」を熱唱した。
この日「絶体絶命」で第7位にランクインした山口百恵が別番組の収録で到着・登場が遅れ、松山の後に歌う予定だったが、松山が歌以外にテレビを通じてファンへのトークを行い、トークの時間が長引いたため時間が押してしまい、山口の歌唱時間がなくなってしまうハプニングもあった 。

## 収録曲
| 全作詞・作曲: 松山千春。 |                |           |            |          |      |
| #                        | タイトル       | 作詞      | 作曲・編曲 | 編曲     | 時間 |
| 1.                       | 「季節の中で」 | 松山千春  | 松山千春   | 清須邦義 | 3:13 |
| 2.                       | 「青春II」     | 松山千春  | 松山千春   | 松井忠重 | 2:53 |
| 合計時間:                | 合計時間:      | 合計時間: | 6:06       |          |      |

## メディアでの使用
| #   | 曲名           | タイアップ                               |
| --- | -------------- | ---------------------------------------- |
| A-1 | 「季節の中で」 | グリコ『アーモンドチョコレート』CMソング |

## カバー
| 曲名       | アーティスト   | 収録作品                                       | 発売日         | 備考 |
| ---------- | -------------- | ---------------------------------------------- | -------------- | ---- |
| 季節の中で | 石川さゆり     | アルバム『春一輪』                             | 1979年3月25日  |      |
| 季節の中で | 大橋純子       | アルバム『Terra』                              | 2007年7月19日  |      |
| 季節の中で | 新沼謙治       | アルバム『エンカのチカラ -SONG IS LIFE 70's-』 | 2008年12月3日  |      |
| 季節の中で | 三浦祐太朗     | シングル「旅立ち」                             | 2012年8月1日   |      |
| 青春II     | 高田みづえ     | シングル「青春II」                             | 1979年5月1日   |      |
| 青春II     | ニューロティカ | アルバム『誰がバカやねんロックンロールショウ』 | 2002年12月18日 |      |